# Austrocidaria praerupta
Austrocidaria praerupta är en fjärilsart som först beskrevs av Alfred Philpott 1918.  Austrocidaria praerupta ingår i släktet Austrocidaria och familjen mätare. Inga underarter finns listade i Catalogue of Life.